# Parc national de Tyresta
Vous lisez un « article de qualité » labellisé en 2017.
Le parc national de Tyresta (en suédois : Tyresta nationalpark) est situé dans les communes de Haninge et Tyresö du comté de Stockholm, dans la province historique de Södermanland. Ce parc national de Suède couvre 1 962 ha et est entouré de la réserve naturelle de Tyresta, pour un total de près de 5 000 ha protégés, en contact direct avec la métropole de Stockholm.
Le paysage de Tyresta est un plateau entrecoupé de petites vallées suivant des lignes de fractures du socle gneissique. La couche de sol du plateau est très maigre et la forêt de pins sylvestres qui s'y développe est en conséquence relativement pauvre. Cependant, malgré sa proximité avec Stockholm, c'est en grande partie une forêt ancienne, non affectée par l'industrie forestière. Le parc constitue ainsi un refuge pour beaucoup d'espèces végétales et animales qui sont ailleurs menacées par cette industrie.
La région émergea il y a environ 10 000 ans et fut rapidement colonisée par les humains, d'abord de façon saisonnière, puis permanente. Les villages de Tyresta et Åva, qui bordent le parc, datent de la fin de l'âge du fer germanique. La forêt est durant tout le Moyen Âge utilisée de façon limitée par ces villages. Les premiers gros aménagements datent du XVIIIe siècle où les cours d'eau sont utilisés pour actionner des moulins à eau. Mais à partir du XIXe siècle, l'industrie forestière se développe et une grande partie des forêts est exploitée. Cependant, une des propriétaires du village de Tyresta refuse de céder ses droits, ce qui permet de sauver la forêt qui constitue maintenant le cœur du parc. À partir de 1936, elle est progressivement achetée par la commune de Stockholm, et devient une aire de récréation pour ses habitants. En 1978, le cœur de la forêt est protégé en tant que réserve naturelle puis, en 1993, le parc national est établi.
En 2017, le parc est encore un site naturel très populaire, en particulier pour les habitants de la capitale, et compte au total 320 000 visiteurs par an. La principale activité est la randonnée, permettant d'apprécier les forêts anciennes et de découvrir la vaste zone ravagée par un incendie en 1999 où la nature se régénère progressivement.

## Toponymie
La plus ancienne mention du nom « Tyresta » dans les archives date de 1362, sous la forme Thyristum. L'étymologie de ce nom était initialement interprétée comme une dérivation du prénom féminin Thyre avec en suffixe sta(d) signifiant « lieu habité »,. Cependant, le nom provient plus probablement de l'ancien mot Tyr/Tör signifiant « terrain vallonné », avec de nombreuses hauteurs rocheuses,. Les toponymes finissant par sta(d) datent en général de l'âge du fer, autour de l'an 600-700.

## Géographie

### Localisation et frontières
Le parc national de Tyresta est situé sur l'île (ou péninsule selon les définitions) de Södertörn, à 3,5 km des côtes de la mer Baltique, dans les communes de Haninge et de Tyresö du comté de Stockholm, dans la province du Södermanland, en Suède,. Il est bordé au nord-ouest par la banlieue de la ville de Stockholm et se situe à 20 km du centre-ville. Il couvre une superficie de 1 962 ha. Il est entouré en grande partie par la réserve naturelle de Tyresta, d'une superficie de 2 949 ha, la majeure partie étant à l'est du parc, mais une petite partie séparée du reste se trouve à l'ouest autour du village de Tyresta by. Ils forment ensemble la forêt de Tyresta (Tyrestaskogen).

Carte du parc de Tyresta.

### Relief
Le parc consiste en un plateau rocheux au relief assez peu prononcé sans aucune hauteur notable dans le paysage. Les points les plus hauts sont situés au nord des lacs Årsjön et Stensjön, avec une altitude maximale d'environ 85 m. Cependant, ce plateau est parcouru par un réseau de vallées, le plus souvent orientées selon un axe nord-sud, mais également pour certaines selon un axe sud-ouest nord-est. Ces vallées sont le plus souvent courtes, mais certaines dépassent les 10 km, telles la vallée d'Åva ou celle du lac Långsjön. Elles sont le plus souvent peu profondes, avec quelques exceptions où les parois chutent abruptement de 20  à   30 m, accueillant alors des lacs en leur sein, comme à Lycksjön et Stensjön,. Le paysage ainsi formé prend en Suède le nom de Sprickdalslandskap (« paysage de vallée de fracture »). Il s'agit d'un paysage assez rare dans le monde, mais fréquent en Suède (présent dans le Svealand oriental, le Bohuslän et le Blekinge par exemple).

Le lac Lycksjön à la frontière du parc national.

### Climat
Le climat de Tyresta est un climat continental humide (Dfb selon la classification de Köppen), mais la proximité avec la mer Baltique et le lac Mälar confère à la région un certain caractère océanique. Les précipitations annuelles à Tyresta avoisinent les 700 mm, les plateaux étant plus humides que la côte qui reçoit typiquement autour de 450 mm. Le maximum d'humidité est atteint en juillet-août et les faibles précipitations du printemps et du début d'été peuvent causer une certaine sécheresse. En hiver, les précipitations se présentent sous forme neigeuse, et le manteau neigeux se maintient en moyenne 80 jours. La durée de végétation (nombre de jours où la température moyenne excède 5 °C) est d'environ 190 jours.
Les pluies acides ont diminué depuis les années 1970. En 2008, chaque hectare reçoit entre 3  et   4 kg de soufre via les précipitations ; les prévisions pour 2020 sont évaluées à environ 2  à   2,5 kg par an. La même tendance est observée pour l'acide nitrique. Ces valeurs sont considérées comme satisfaisantes, même si les effets de l'acidification sont toujours visibles, le sol réagissant lentement aux changements.
| Mois                              | jan. | fév. | mars | avril | mai  | juin | jui. | août | sep. | oct. | nov. | déc. | année |
| --------------------------------- | ---- | ---- | ---- | ----- | ---- | ---- | ---- | ---- | ---- | ---- | ---- | ---- | ----- |
| Température minimale moyenne (°C) | −4,5 | −5,4 | −3,4 | 0,2   | 4,9  | 9,7  | 13   | 12,3 | 8,7  | 4,7  | 0,5  | −2,8 | 3,2   |
| Température moyenne (°C)          | −2,3 | −2,9 | −0,4 | 3,9   | 9,2  | 14   | 17   | 15,9 | 11,8 | 7,1  | 2,5  | −0,6 | 6,3   |
| Température maximale moyenne (°C) | −0,2 | −0,5 | 2,5  | 7,5   | 13,5 | 18,3 | 20,9 | 19,6 | 15   | 9,5  | 4,4  | 1,5  | 9,4   |
| Précipitations (mm)               | 30,2 | 21,2 | 20,5 | 27,5  | 25,8 | 40,8 | 53,5 | 60,9 | 45,8 | 43,7 | 46,2 | 39,1 | 464,6 |

| Diagramme climatique                                  |              |             |            |             |             |            |              |           |            |            |             |
| J                                                     | F            | M           | A          | M           | J           | J          | A            | S         | O          | N          | D           |
| −0,2−4,530,2                                          | −0,5−5,421,2 | 2,5−3,420,5 | 7,50,227,5 | 13,54,925,8 | 18,39,740,8 | 20,91353,5 | 19,612,360,9 | 158,745,8 | 9,54,743,7 | 4,40,546,2 | 1,5−2,839,1 |
| Moyennes : • Temp. maxi et mini °C • Précipitation mm |              |             |            |             |             |            |              |           |            |            |             |

### Hydrographie

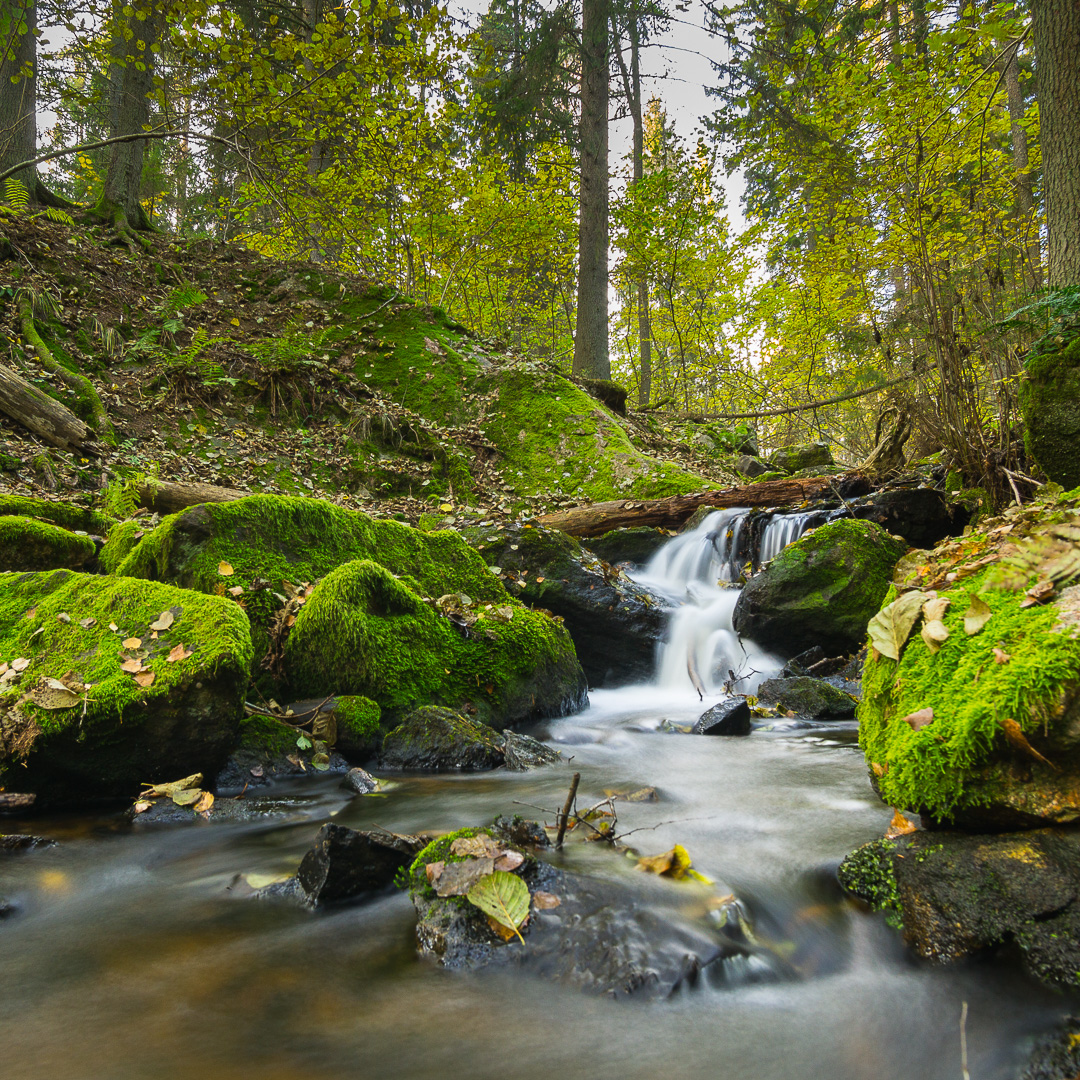
Le ruisseau Åvaån dans le parc.

Le réseau hydrographique du parc national de Tyresta est principalement articulé autour de deux rivières : Bylsjöbäcken et Åvaån. Bylsjöbäcken prend son nom en sortant du lac Bylsjön puis se dirige vers l'ouest. Il quitte le parc près de Tyresta by, rejoint le lac Lycksjön à la frontière est du parc puis continue dans la banlieue de Stockholm où il est canalisé, affluant dans la rivière Tyresån au niveau du lac de Drevviken avant de finalement rejoindre la mer Baltique. Au total, Bylsjöbäcken s'étend sur une longueur de 15 km, mais au sein du parc, il n'est qu'un ruisseau, pouvant même s'assécher en été. La majeure partie du parc est occupée par le bassin de la rivière Åvaån. Elle est formée par la confluence des ruisseaux Mörtsjöbäcken et Årsjöbäcken puis continue vers le sud, passant dans le lac Stensjön, et quittant le parc au niveau du village Åva. Elle continue alors dans la réserve naturelle de Tyresta jusqu'à la baie Åvaviken, dans la mer Baltique. Ces deux rivières sont régulées par plusieurs barrages et Åvaån en particulier est utilisée depuis longtemps pour actionner des moulins à eau.
Le parc national possède neuf lacs sans compter le lac Lycksjön le long de sa frontière occidentale, représentant une superficie cumulée de 85 ha. Ce sont le plus souvent des lacs oligotrophes (pauvres en nutriments). Ils sont pour la plupart peu profonds, à l'exception de Stensjön (21 m), et régulés à l'exception de Bylsjön. Certains d'entre eux sont très allongés, ce qui est dû à la présence des vallées de fracture. En dehors des lacs, la quantité de zones humides est relativement modeste, à l'instar du reste de la région. Il s'agit en général de petites tourbières, pauvres en nutriments, réparties uniformément dans la forêt. À l'est du parc, entre Årsjön et Lycksjön, certaines atteignent de plus grandes dimensions, mais restent pauvres en nutriments et il n'y a que près d'Åva que se trouve une tourbière riche.

## Géologie

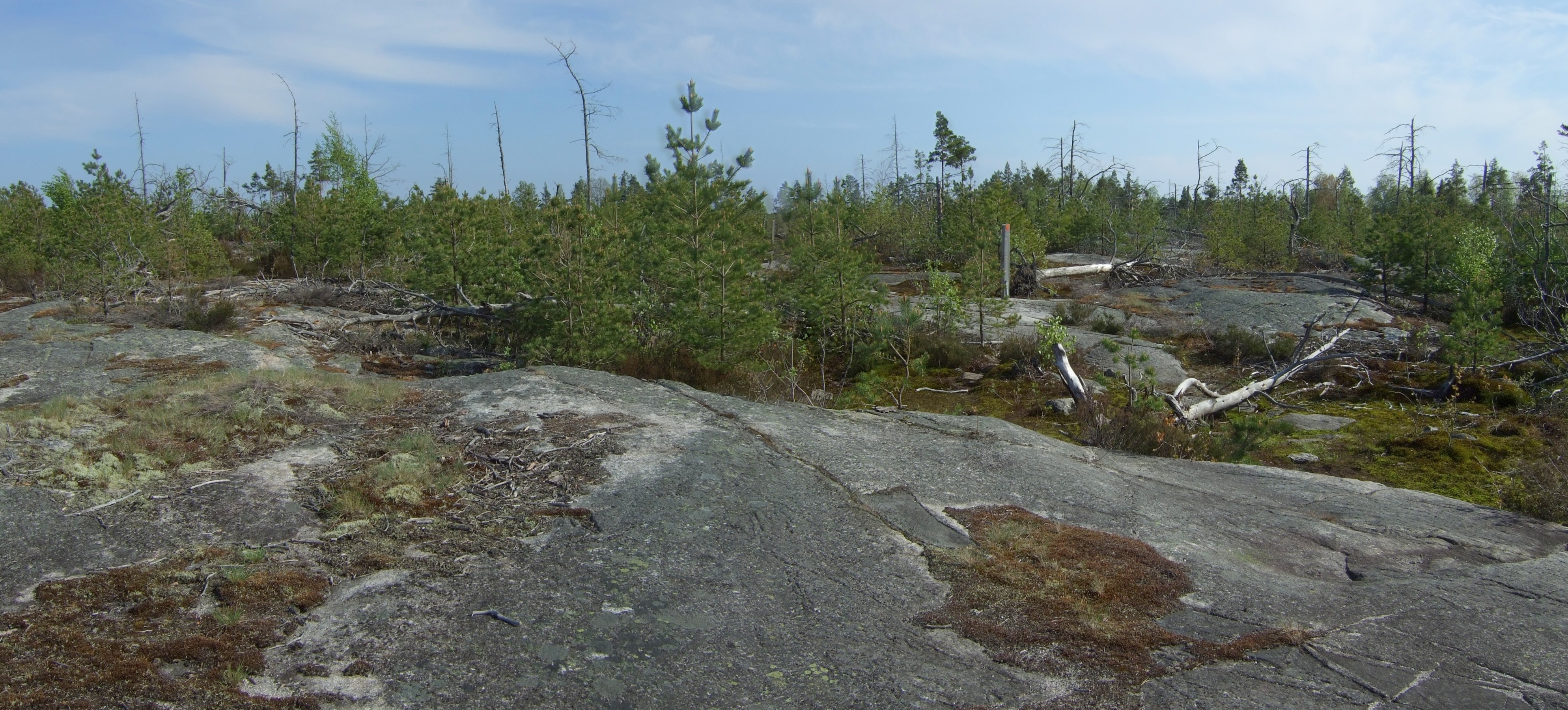
La section brûlée en 1999 montre clairement la très mince couche de sol sur les plateaux, le socle de gneiss étant le plus souvent à nu.

Le parc est dominé par des roches du socle continental du bouclier scandinave datant de l'orogenèse des Svécofennides, une chaîne de montagne qui s'est formée il y a environ 2 milliards d'années, dans une zone correspondant à l'actuelle Suède orientale et la majeure partie de la Finlande. Cette chaîne a ensuite été érodée jusqu'à former la pénéplaine actuelle. Les roches sont en grande partie des schistes et grès métamorphisés en gneiss. Se retrouve aussi une variété de granite rouge au nord de Stensjön, datant de la même période, mais issu d'une fusion en profondeur. Un autre type de granite, légèrement folié, est présent à l'est qui s'est infiltré dans des fissures lors de l'orogenèse svécofenienne. Enfin, des roches basiques (roches vertes) sont présentes dans plusieurs localités, par exemple près d'Åva ou près de Lanan qui donnent lieu à une flore localement plus riche. Ce socle continental est parfois entrecoupé de dykes, dont en particulier des dykes de pegmatite (1,8 Ga) et des dykes de diabase (1,2 Ga), ces derniers identifiés par exemple au sud de Stensjön, sont basiques et donc favorisent aussi une flore plus riche.
La pénéplaine svécofenienne fut recouverte de sédiments marins, mais elle émergea à nouveau durant l'orogenèse calédonienne (environ 400 Ma) et l'érosion retira cette couche sédimentaire. L'érosion agrandit aussi les failles et diaclases du socle, ce qui forma les petites vallées de fractures. À Tyresta, ces failles ont peu joué et donc les deux côtés des vallées sont en général à la même hauteur.
Les glaciations quaternaires ont laissé relativement peu de marques dans le paysage. Les marques les plus répandues sont les stries glaciaires, principalement selon un axe NNO-SSE. Les blocs erratiques sont assez rares, le seul exemple notable étant un bloc au sud d'Övre kärret. Enfin, les moraines sont quasiment absentes, ce qui est dû au rebond post-glaciaire. En effet, à la fin de la dernière ère glaciaire, il y a environ 11 000 ans, Tyresta était entièrement sous le niveau des eaux du lac proglaciaire Baltique. Le rebond isostatique, initialement rapide, permit aux sommets de Tyresta d'émerger sous forme d'îlots environ mille ans après. Les moraines et autres sédiments quaternaires furent alors décapés par la mer, et ne subsistèrent qu'au creux des vallées, qui sont ainsi de nos jours les terrains les plus fertiles. Le rebond post-glaciaire se poursuit encore, le sol s'élevant en moyenne de 4 cm par décennie.

## Milieux naturels

### Flore

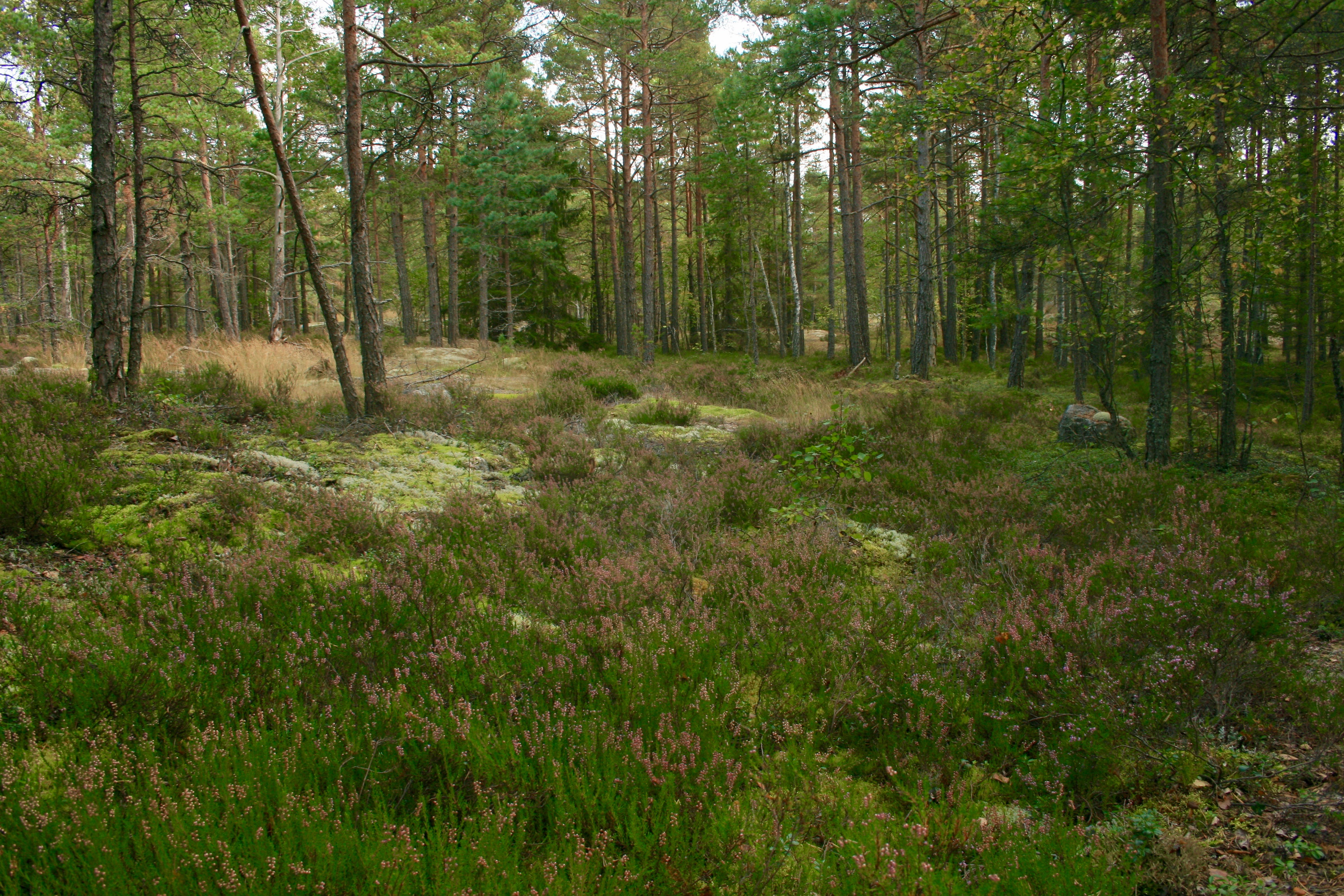
Végétation de la forêt de Tyresta

Une des principales richesses du parc réside dans sa couverture, pour une grande partie, par une forêt ancienne voire primaire, avec presque aucune trace d'une quelconque exploitation par l'industrie forestière. Sur les 3 915 ha de forêts cumulées entre la réserve et le parc national, environ 1 300 ha sont considérés comme primaires, principalement dans la partie occidentale du parc. La forêt est donc constituée d'arbres de tous âges et aussi d'une importante proportion d'arbres morts, à différents niveaux de décomposition.
Deux principaux types de forêt se distinguent. Le type prédominant est une forêt de pins sylvestres (Pinus sylvestris), couvrant l'essentiel du plateau de Tyresta. À cet endroit, la couche d'humus est maigre, le socle rocheux affleurant souvent. La forêt est éparse et la végétation des sous-bois est pauvre, avec surtout de la bruyère (Calluna vulgaris), mais aussi parfois des airelles rouges (Vaccinium vitis-idaea) et myrtilles (Vaccinium myrtillus). Le second type regroupe les forêts d'épicéa commun (Picea abies), situées surtout dans les vallées et sur les pentes du plateau. Les sous-bois sont, dans ces zones, couverts de myrtilles. En dehors de ces deux espèces de conifères, les forêts sont composées d'un certain nombre de feuillus, souvent disséminés, principalement des bouleaux pubescents (Betula pubescens), des trembles (Populus tremula) ainsi que des chênes pédonculés (Quercus robur). Les feuillus sont en proportion beaucoup plus importante dans la zone de 450 ha ravagée par l'incendie de 1999, étant parmi les premiers à recoloniser cette zone. Les forêts les plus riches sont situées dans les vallées côtières de la réserve naturelle.

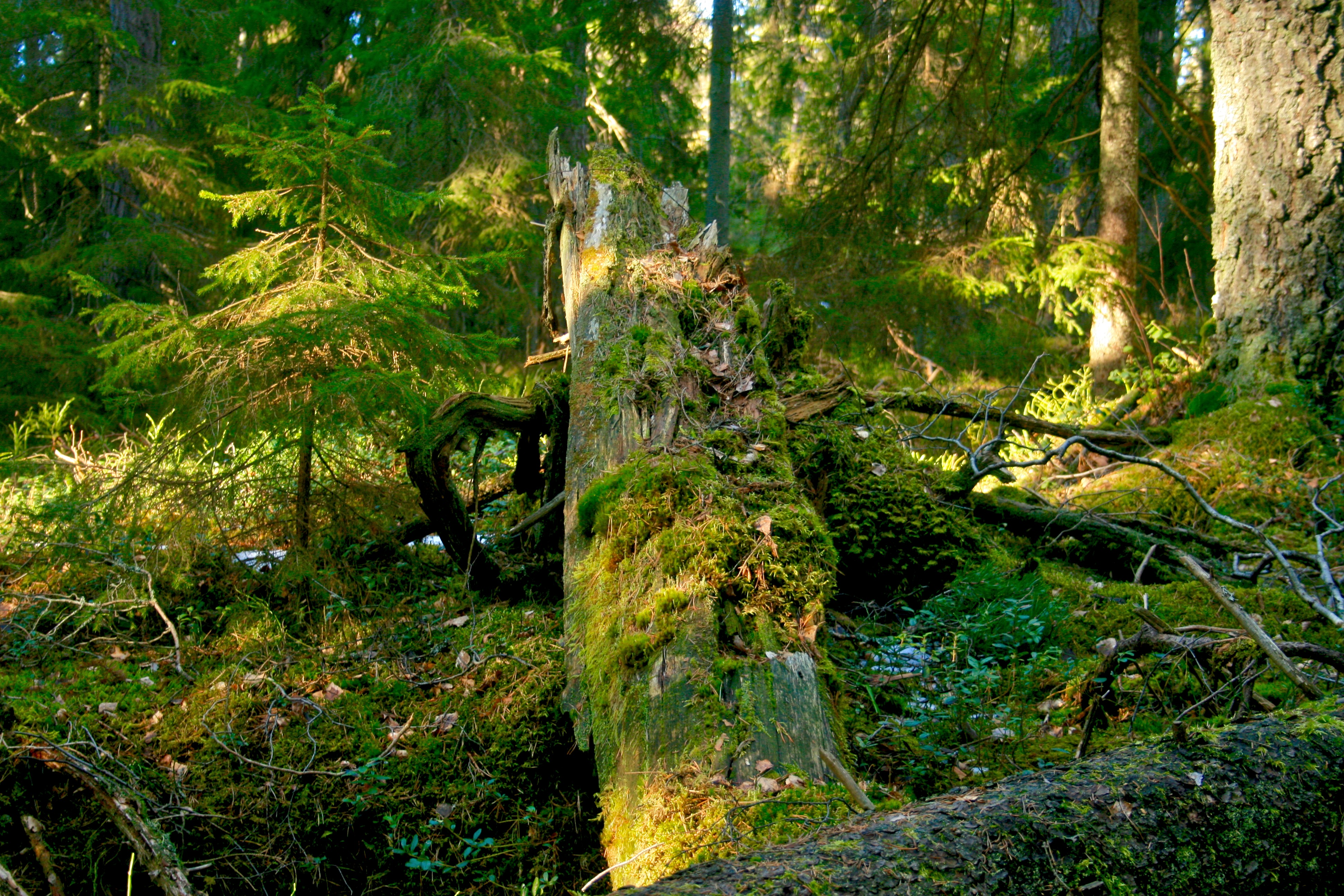
Bois mort dans une forêt d'épicéa de Tyresta. La présence de bois mort est une caractéristique des forêts naturelles, et est très importante pour leur biodiversité.

C'est donc surtout leur bon état de conservation qui fait la richesse de ces forêts. Ainsi, nombreux sont les pins de plus de 300 ans, en particulier à l'ouest du lac d'Årsjön, datant d'après l'incendie de 1652. Ces forêts anciennes comprennent aussi des espèces végétales qui supportent mal l'industrie forestière, tels que la pirole en ombelle (Chimaphila umbellata), la goodyère rampante (Goodyera repens), le lycopode aplati (Diphasiastrum complanatum) ou encore la linnée boréale (Linnaea borealis). Un grand nombre de champignons sont dans la même situation, tel que le rare tricholome colosse (Tricholoma colossus) ainsi que de nombreuses espèces se nourrissant du bois. Le parc présente aussi une grande variété de mousses et de lichens, avec plus de 800 espèces au total, soit le quart des espèces recensées dans le pays.
Les zones humides ne sont pas très nombreuses et sont relativement pauvres. Il s'agit surtout de tourbières de petite taille, parfois couvertes de bouleaux pubescents (Betula pubescens) et d'aulnes (Alnus) ou même de pins, mais certaines sont plus vastes et ouvertes. Les espèces végétales typiques sont la canneberge (Vaccinium oxycoccos), la linaigrette vaginée (Eriophorum vaginatum) et diverses espèces de laiches (Carex). Similairement, les lacs de Tyresta sont pour la plupart oligotrophes, tandis que les lacs de Bylsjön, Årsjötjärn et Trehörningen sont dystrophes avec leurs eaux brunes caractéristiques.

### Faune

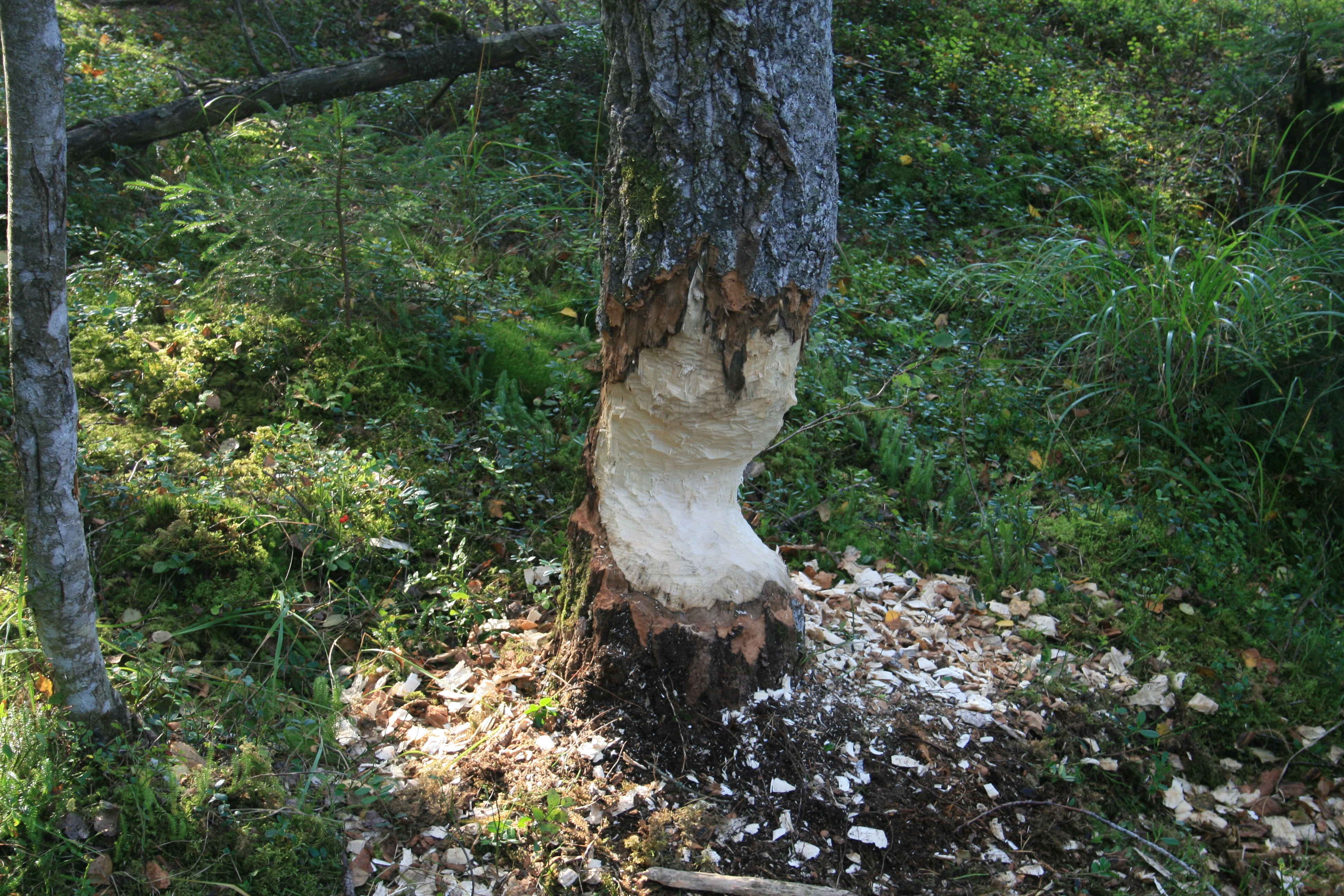
Près des rivières plusieurs arbres sont partiellement ou totalement coupés par les castors de Tyresta.

La faune est relativement caractéristique des forêts suédoises. Une vingtaine d'espèces de mammifères sont recensées, avec en particulier des élans (Alces alces) et chevreuils (Capreolus capreolus), mais aussi des sangliers (Sus scrofa) dont la population augmente, bien qu'ils soient surtout fréquents dans les parties sud et est de la réserve. Une population de castors (Castor fiber) est bien établie, en particulier autour des lacs Nedre Dammen et Stensjön. Parmi les prédateurs, le renard roux (Vulpes vulpes) est le plus commun, mais le lynx boréal (Lynx lynx) est parfois aperçu. Plus de 200 espèces d'oiseaux ont été identifiées dans le parc, dont une centaine y nichant régulièrement. En plus des espèces les plus courantes des forêts suédoises tels que le rouge-gorge familier (Erithacus rubecula), le pouillot fitis (Phylloscopus trochilus) et le pinson des arbres (Fringilla coelebs), on trouve des espèces qui préfèrent les forêts anciennes, tels que le grand Tétras (Tetrao urogallus), diverses espèces de pics (Picinae), le rougequeue à front blanc (Phoenicurus phoenicurus) ou le gobemouche nain (Ficedula parva), ce dernier étant relativement rare dans le pays. Une famille typiquement associée aux forêts anciennes sont les strigidés, comprenant les chouettes et hiboux, et l'une de ces espèces, la chevêchette d'Europe (Glaucidium passerinum) apparaît sur le logo du parc national. Enfin, les sections les plus anciennes de la forêt de Tyresta sont particulièrement propices à un très grand nombre d'espèces d'insectes, dont plusieurs sont menacées en Suède. Un inventaire après l'incendie de 1999 a aussi révélé un grand nombre d'espèces d'insectes qui dépendent des forêts brûlées pour leur survie. C'était la première fois qu'un tel inventaire post-incendie était effectué dans le pays, et environ 250 espèces furent ainsi observées pour la première fois en Suède, et même quelques espèces jamais décrites scientifiquement jusqu'alors, telles que le cécidomyie (Tritozyga tyrestaensis) qui doit son nom au parc.
En ce qui concerne la faune aquatique, Tyresta est surtout notable pour sa population de truites (Salmo trutta) dans la rivière Åvaån. Cette population est étudiée depuis la fin des années 1920 et est utilisée pour repeupler les rivières de la région, ce qui justifie le classement de cette petite rivière comme l'une des trois plus importantes du comté de Stockholm par la direction suédoise de la pêche (Fiskeriverket). Le cours d'eau et sa population de truites sont l'objet d'une protection active, qui inclut en particulier l'utilisation de chaux pour corriger l'acidité qui aurait autrement probablement décimé l'espèce dans cette rivière.

## Histoire

### De la préhistoire au Moyen Âge

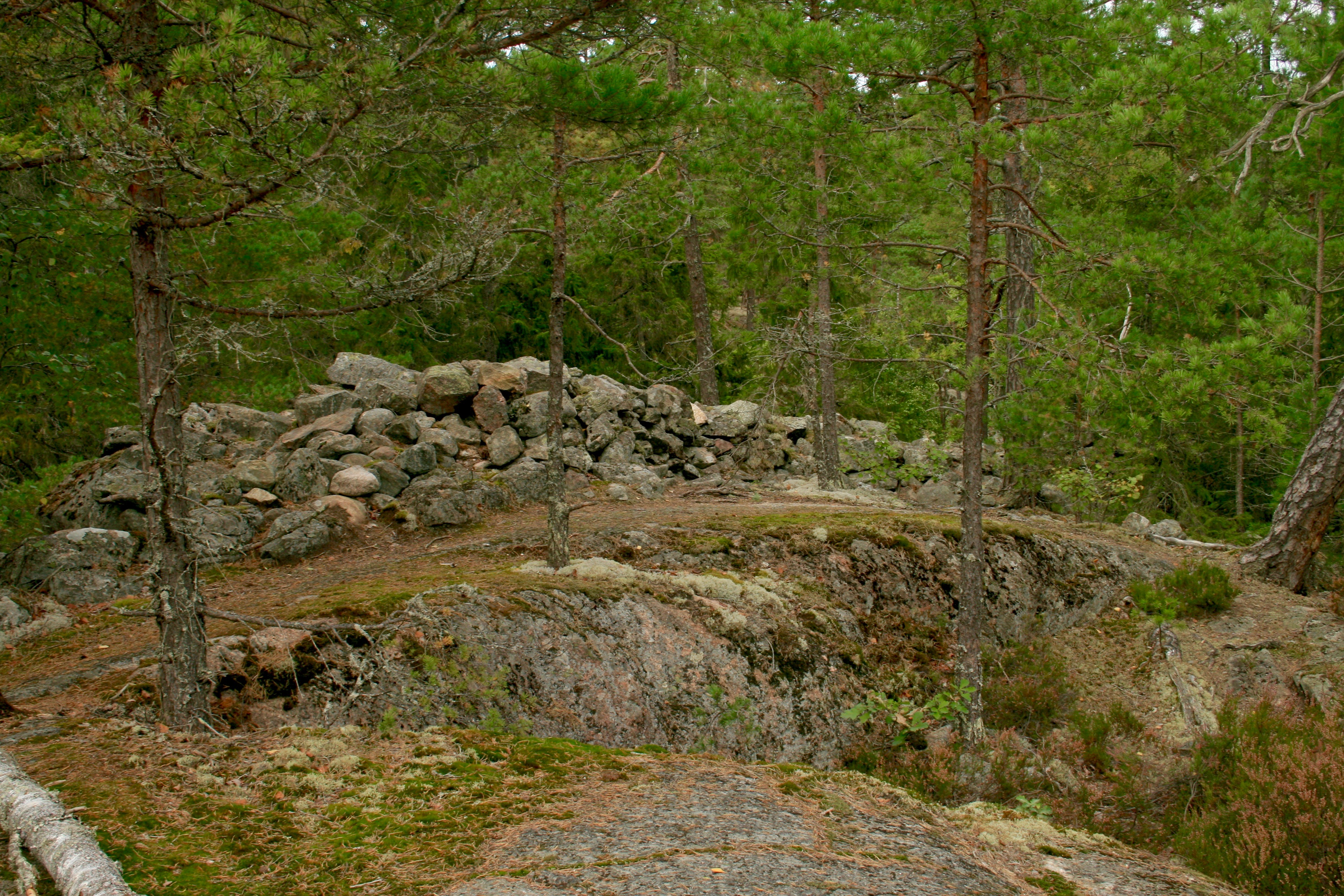
Ruines de la colline fortifiée au nord de Stensjön.

L'incendie de 1999 offrit une rare opportunité pour les archéologues d'étudier les traces humaines anciennes sur un terrain dégagé, et augmenta considérablement le nombre d'objets répertoriés dans le parc.
Les sommets de Tyresta émergèrent il y a environ 10 000  à   9 500 ans, et formèrent un archipel isolé, appelé archipel de Hanveden, qui fut très rapidement utilisé par les premiers humains de la région, vivant entre autres de la chasse aux phoques et de la pêche. Les traces de cette époque à Tyresta sont des pierres utilisées comme percuteurs ou des fragments de quartz taillés, ainsi que des os de phoques brûlés. Ces populations ne vivaient probablement pas en permanence sur ce petit archipel mais passaient l'hiver dans les terres qui à cette époque s'étendaient jusqu'à environ Kilsbergen. Il y a environ 9 000 ans les îles atteignent une taille suffisante pour l'établissement d'une population permanente, le niveau de la mer étant alors à l'altitude actuelle de 60 m. Pendant 2 000 ans (niveau d'occupation entre 60  et   45 m d'altitude), ces îles abritent une population importante, comme en témoignent les nombreuses découvertes archéologiques, mais ceci change ensuite, avec une réduction très nette des traces d'occupation. Ceci est peut-être lié au développement de l'agriculture, poussant les habitants vers des terrains plus fertiles que les plateaux rocheux de Tyresta, tel que l'esker de Stockholmsåsen,.

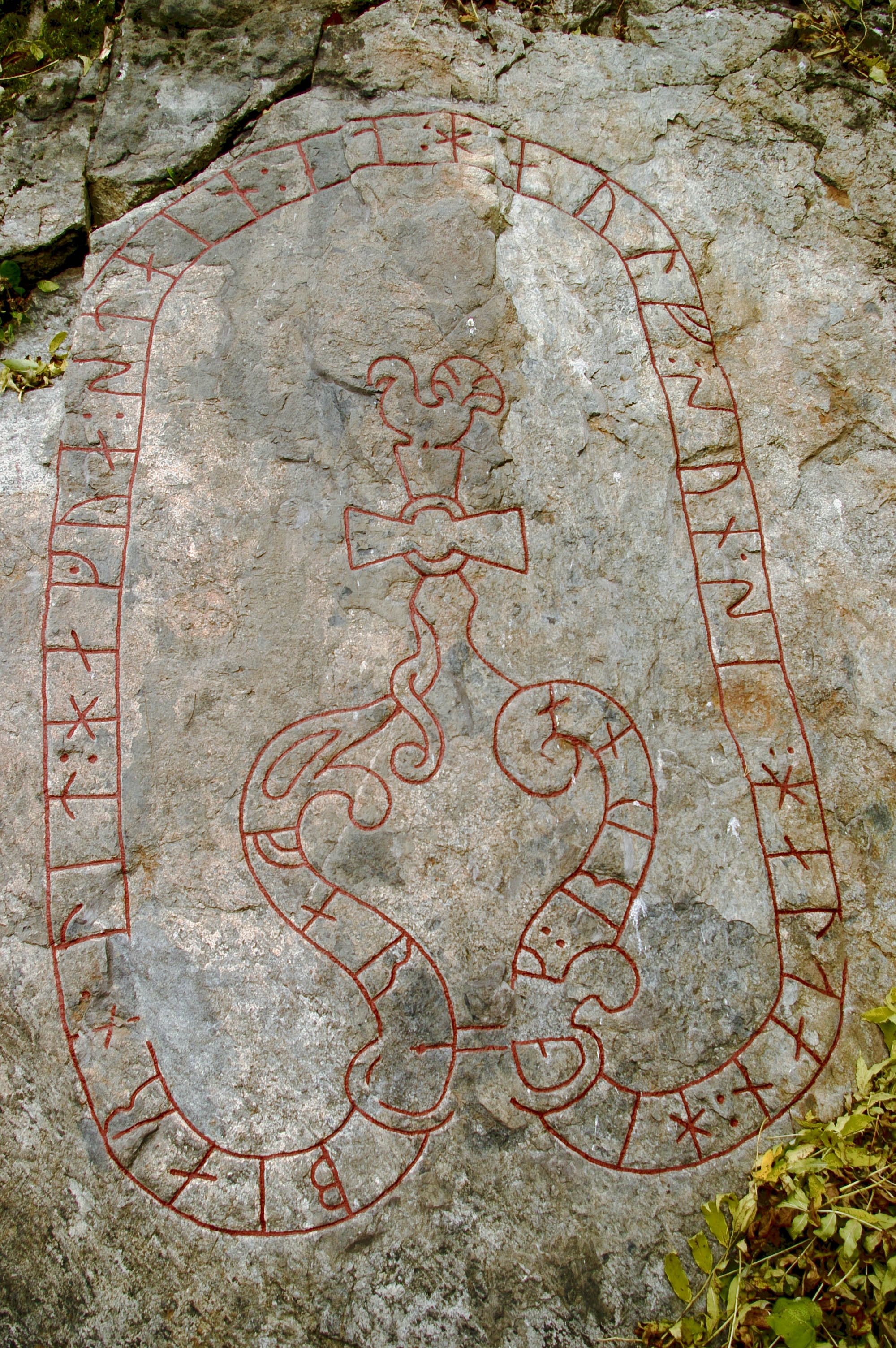
L'inscription runique de Tyresta by.

Une nouvelle phase de colonisation semble émerger vers l'âge de Vendel (à partir de l'an 550) ; les habitants deviennent alors sédentaires, et s'installent par exemple à Tyresta by ou Åva,. Le village de Tyresta by est entouré de tombes de cette époque, avec des tumuli ou des formations en pierres, et dans l'une de ces tombes, une pièce en argent du Xe siècle provenant de l'actuel Afghanistan fut trouvée, suggérant que les habitants étaient en contact avec la ville marchande de Birka située non loin. Cette pièce et des bijoux exhumés dans les tombes indiquent également que les habitants du village étaient relativement aisés. On trouve aussi un texte en runes gravé sur un rocher proche du village, daté approximativement de l'an 1050 : la pierre runique de Tyresta. Enfin, on trouve dans le parc les ruines d'une colline fortifiée immédiatement au nord de Stensjön, appelée Stensjöborg, dont l'âge est difficile à estimer.

### Exploitation de la forêt
Le parc peut être divisé en deux sections ayant connu une histoire très différente, la limite correspondant approximativement à la frontière entre les communes de Haninge et de Tyresö. À l'ouest, la forêt appartenait aux paysans. Les quelques documents disponibles indiquent qu'au XVIe siècle, le village de Tyresta by n'était composé que d'une famille, et plus tard en 1767, le village s'étendait à cinq fermes. La population à la fin du XVIIIe siècle était probablement entre 75 et 95 habitants. Les fermes avaient une structure traditionnelle avec des champs et prairies près du village et un domaine forestier autour où étaient pratiqués la pâture et une utilisation du bois pour les besoins personnels seulement. La plupart de la forêt de l'actuelle commune de Tyresö faisait partie du domaine du château de Tyresö, construit par Gabriel Gustafsson Oxenstierna dans les années 1630. Le village d'Åva by comptait au XVIe siècle deux fermes avec des familles propriétaires, mais elles furent incorporées au domaine du château au XVIIe siècle.

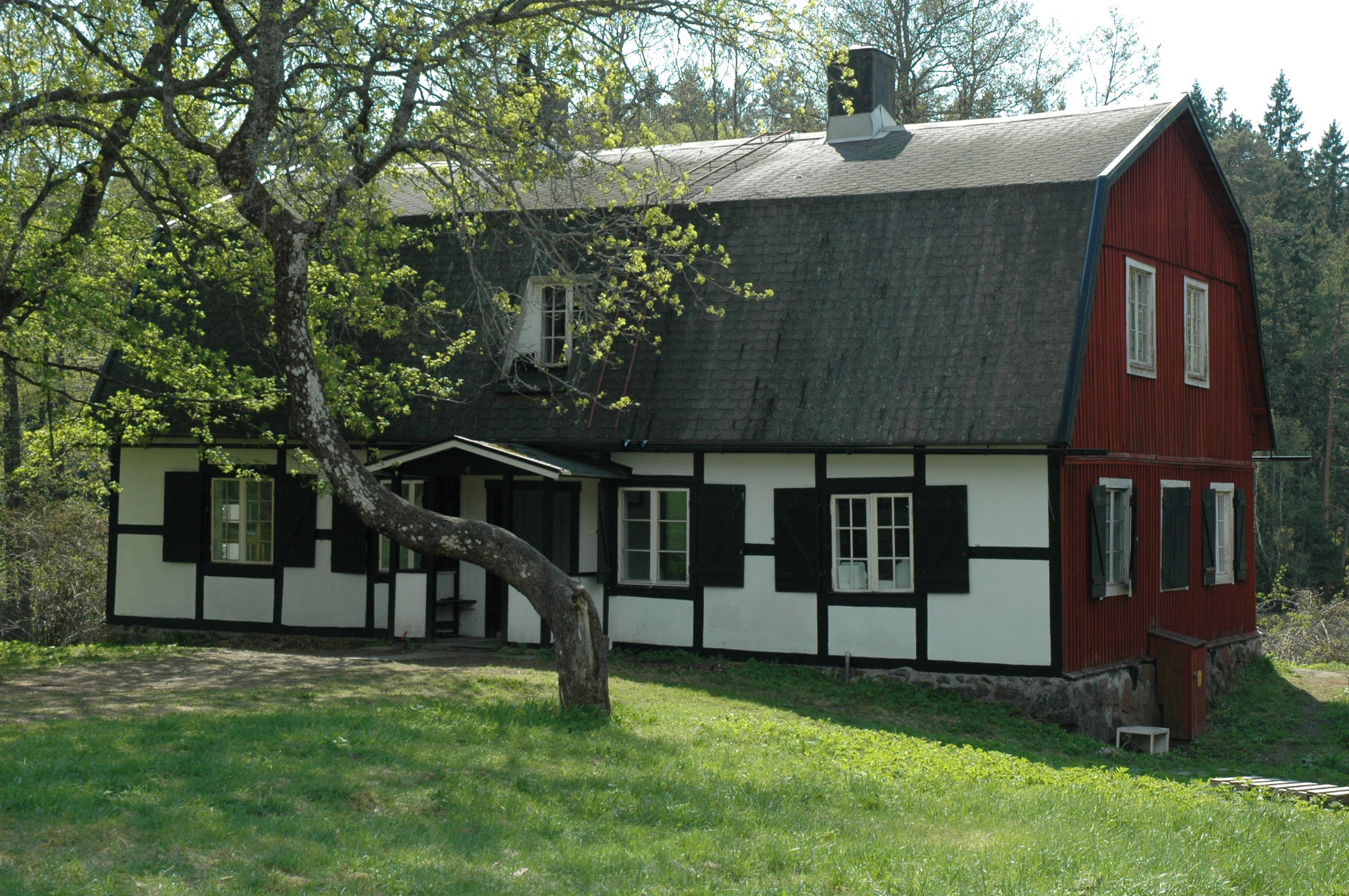
Bâtiment historique à Stensjödal.

Durant le XVIIIe siècle, un certain nombre de modifications du réseau hydrographique furent effectuées pour augmenter et contrôler le débit de la rivière Åvaån, utilisée par des moulins à eau. Un barrage fut construit sur le petit lac de Gammeldammen (le vieux barrage) afin d'en détourner les eaux vers Årsjön. Övre Dammen (le barrage d'en haut) fut construit sur la tourbière de Lanan qui devint ainsi une extension du lac de Stensjön, et en aval, à Stensjödal, fut construit Nedre Dammen (le barrage d'en bas) transformant lui aussi une zone de tourbière en un lac. C'est au niveau de ce dernier que se trouvaient le moulin actionnant une scierie, ainsi qu'une petite forge et quelques habitations,. Vers la fin du XIXe siècle, le site comprenait toujours la scierie ainsi qu'un moulin à farine. Beaucoup de ces bâtiments et les habitations aux alentours sont encore visibles en 2017. De même, malgré l'abandon de la scierie, les barrages sont encore présents, à l'exception de celui de Gammeldammen, et permettent un contrôle du débit pour favoriser la population de truites.

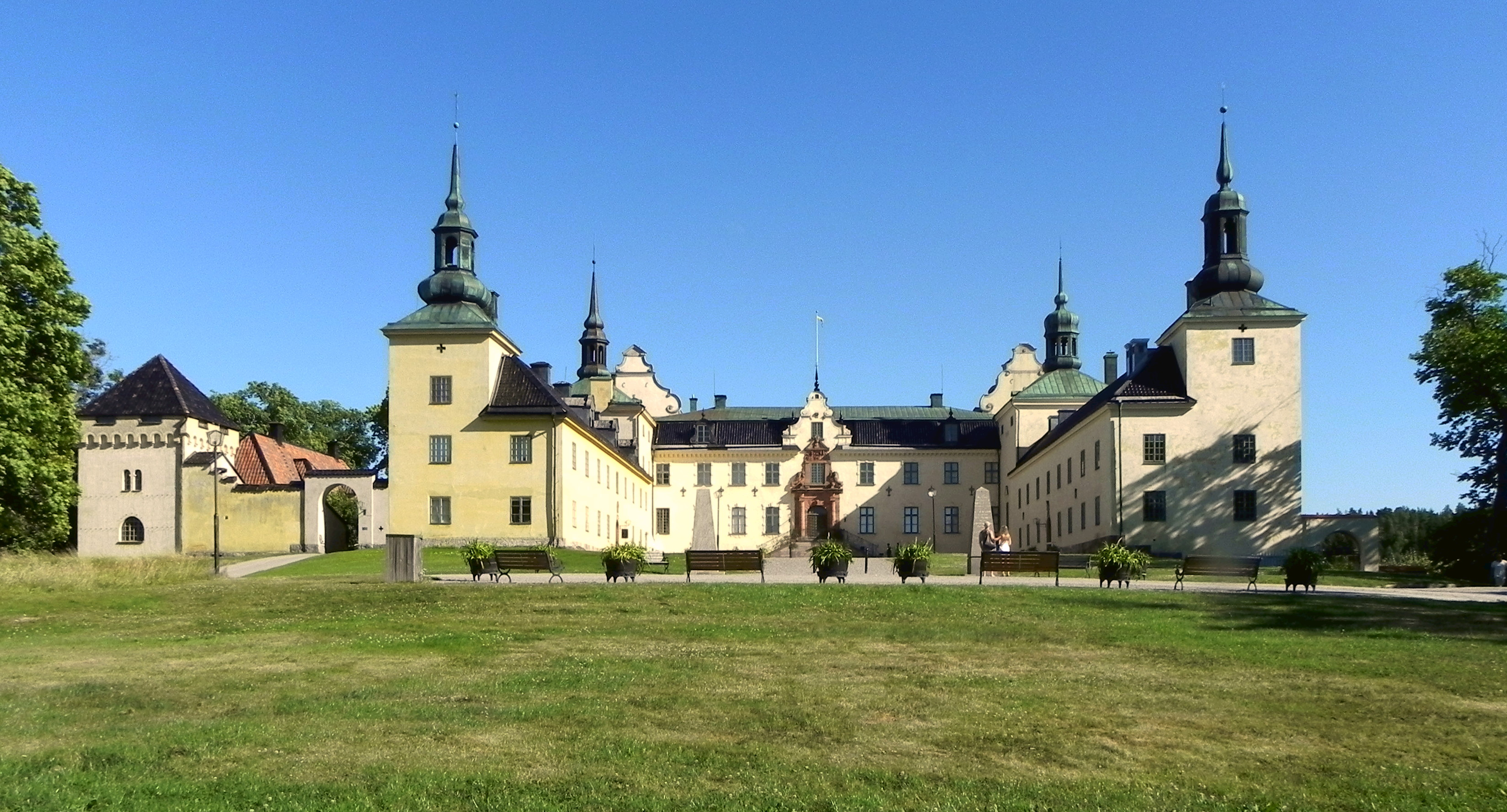
Le château de Tyresö.

Au XIXe siècle, la pression sur les forêts du pays augmenta. L'utilisation d'une partie du domaine de Tyresö était confiée à des paysans, et au début du siècle, malgré la consigne du propriétaire préconisant une utilisation modérée, certaines de ces forêts subirent probablement une exploitation importante, en particulier dans les frontières de l'actuelle réserve naturelle, mais aussi localement dans le parc. À la fin du siècle, la forêt de Tyresta by fut divisée en vingt parcelles mais n'était toujours exploitée qu'à une petite échelle. Ceci changea dans les années 1910 avec la construction d'une scierie au sud de Tyresta par la compagnie Elektraverken qui fabriquait, entre autres, des ampoules. La plupart des habitants cédèrent leurs droits d'exploitation de la forêt à l'exception d'Emma Sofia Dahlgren qui disposait avec sa sœur de la majeure partie de la forêt au nord du village. Au sein des frontières de l'actuel parc, l'abattage de la forêt fut donc limité à la zone proche du village et autour du lac Bylsjön. Par ce refus de céder ses droits, Emma Dahlgren a donc sauvé la forêt ancienne de Tyresta, ce qui est l'une des principales raisons de l'existence du parc national aujourd'hui.

### Protection
Maria Lovisa, la sœur d'Emma Dahlgren mourut en 1927. Sa disparition permit à l'industriel Torsten Kreuger d'acheter l'intégralité du village et des forêts associées. Il désirait faire des forêts un parc pour la chasse et la pêche ; il souhaitait constituer des étangs et abattre 25 000 m3 de bois,. Mais le garde forestier Erik Hedeman-Gade remarqua que la forêt était très ancienne et s'y opposa, considérant qu'elle avait trop de valeur pour être abattue. Il contacta l'association suédoise de protection de la nature et son directeur Sten Selander et plaida pour la protection de la forêt. Par chance, les hivers doux avaient fait baisser la demande en bois de chauffage, et donc son prix, retardant l'abattage, et en 1936, grâce à l'engagement de l'association, la commune de Stockholm acheta le terrain pour en faire une zone de récréation. En 1948, la commune acheta la zone autour d'Åva, qui faisait alors toujours partie du domaine du château de Tyresö. L'année suivante, Stockholm décida d'abattre la partie sud de la forêt, mais les protestations des habitants de la ville l'en dissuadèrent. En 1961-1962, la commune étendit encore ses possessions au nord d'Åva jusqu'à la rivière Tyresån, et à la fin des années 1960, plusieurs routes furent construites pour faciliter la lutte contre les feux de forêt.
En parallèle, des voix s'élevèrent pour réclamer une protection juridique de la zone, dans une période où la protection de la nature était un sujet controversé dans le pays. En particulier, en 1973, l'association Rädda Tyrestaskogen (littéralement « Sauver la forêt de Tyresta ») fut fondée pour protéger la forêt, entre autres, du plan d'aménagement de la commune, d'un terrain de golf et d'un village de vacances. L'association proposait la fondation d'une réserve naturelle autour de la forêt primaire, et après quelques années le comté étudia la proposition. Les choses s'accélérèrent en 1978 lorsqu'une entreprise tenta d'exploiter la zone autour d'Åva, et le comté établit l'année suivante une réserve temporaire, empêchant tout abattage pendant 6 ans. Cette réserve n'incluait que le cœur primaire de la forêt, et lors de l'échéance de la réserve temporaire, le comté proposa de renouveler la réserve suivant les mêmes limites. De nombreuses personnes manifestèrent pour une protection de toute la surface appartenant à la commune. Cette démarche culmina en février 1985 avec l'envoi de 10 000 cartes postales aux politiciens de la ville. Les communes de Haninge et de Tyresö ainsi que l'Agence suédoise pour la protection de la nature (Naturvårdsverket) appuyèrent la proposition, et en 1986, la réserve fut créée, sur une superficie de 3 700 ha.

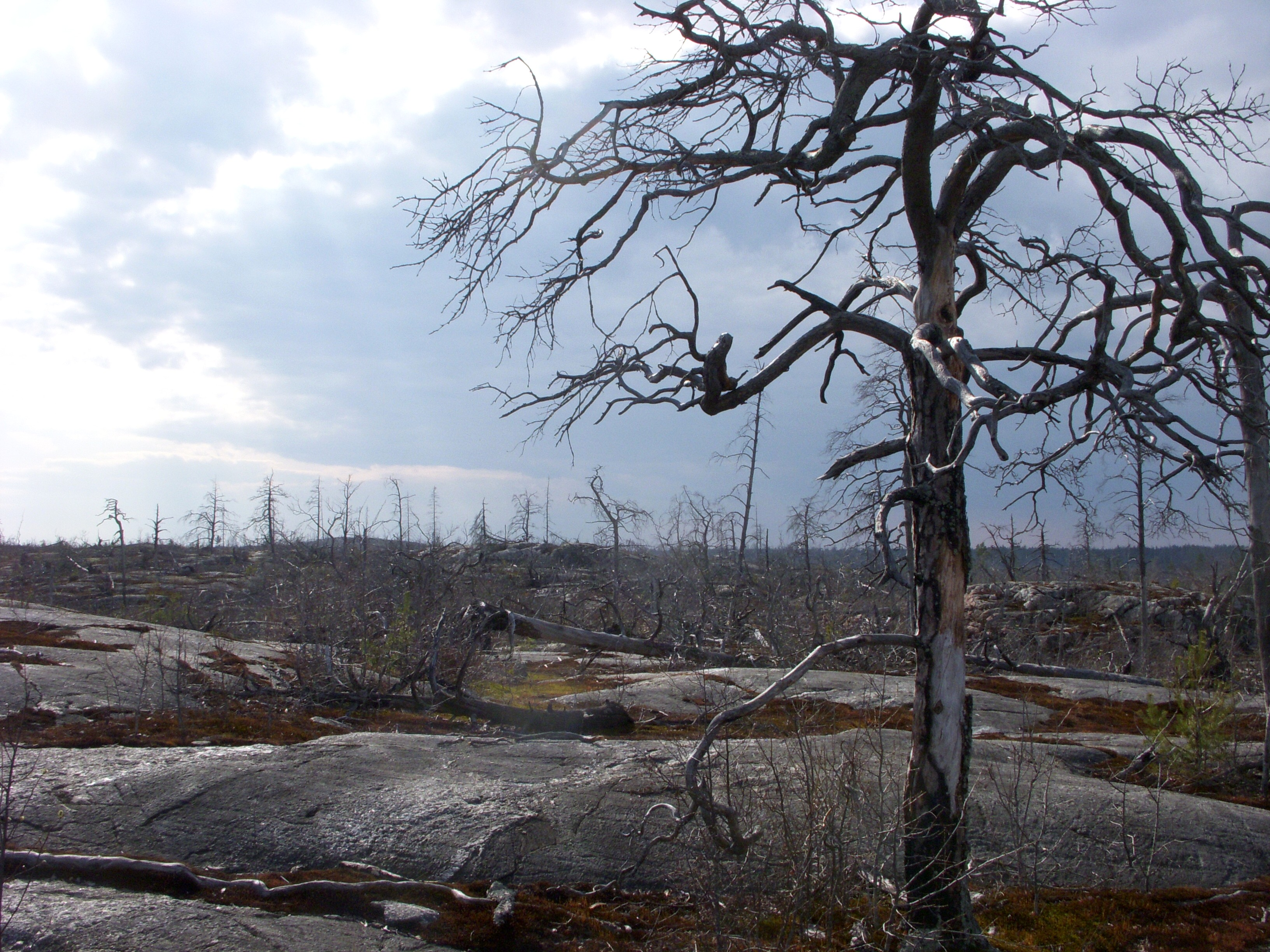
La zone brûlée douze ans après l'incendie de 1999.

À cette époque, Naturvårdsverket travaillait pour moderniser le concept de parc national dans le pays, en se basant sur les recommandations de l'Union internationale pour la conservation de la nature et publia en 1989 son premier plan directeur sur les parcs nationaux, dans lequel était en particulier proposé la création d'une vingtaine de nouveaux parcs nationaux. Parmi ceux-ci se trouvait le cœur de la réserve de Tyresta, considéré comme un exemple exceptionnel des paysages de vallées de fracture. Un groupe de travail fut formé pour développer ce projet et en fixer les détails, et la commune de Stockholm vendit à l'État les terrains du parc pour un prix symbolique de 1 000 couronnes (à comparer aux 35 000 couronnes qu'elle avait déboursées pour le terrain en 1936). Une petite portion qui n'appartenait pas à la commune fut aussi achetée pour avoir une délimitation plus cohérente. En 1993, le parlement entérina la création du parc national, pour une superficie de près de 2 000 ha, et en même temps, le comté de Stockholm étendit la réserve naturelle qui atteint alors environ 3 000 ha. Pour gérer cet ensemble, la fondation Stiftelsen Tyrestaskogen fut créée, regroupant des représentants de Naturvårdsverket, du comté de Stockholm, et des communes de Haninge, Tyresö et Stockholm. En 2006, Naturvårdsverket acquit une grande partie (1 700 ha) de la réserve de Tyresta, le reste appartenant toujours à la commune de Stockholm.
Le 1er août 1999, à la suite d'un été particulièrement chaud et sec, un feu de forêt se déclare à Tyresta. Malgré les efforts des autorités, 450 ha partent en fumée en quelques jours. Cet événement très violent conduit à la disparition de presque tous les arbres, et reçoit une importante couverture médiatique. Une fois éteint, cet incendie offre une occasion unique en Suède pour les scientifiques d'étudier la région, en particulier la régénération de la forêt. Ces études ont permis de mieux comprendre l'importance des feux de forêt pour la biodiversité.

## Gestion et réglementation
Le parc national et la réserve naturelle de Tyresta sont gérés et administrés par Stiftelsen Tyrestaskogen, une fondation qui regroupe le Naturvårdsverket et les conseils d'administration du comté de Stockholm et des communes de Stockholm, de Haninge et de Tyresö. Le terrain appartient à l'État, par l'intermédiaire de Naturvårdsverket. Cette fondation est ainsi chargée de la protection du patrimoine naturel et culturel de Tyresta, du respect des règles ainsi que de la promotion et de l'accessibilité de Tyresta aux visiteurs. Ces opérations sont en partie financées par le rendement d'un fonds de placement de 39 millions de couronnes. Pour optimiser la gestion du site, la réserve et le parc sont divisés en cinq zones, avec différentes règles et objectifs. Le parc lui-même est situé essentiellement dans les zones I et II, dans lesquelles la nature évolue sans influence humaine, à l'exception des infrastructures touristiques (tels que les sentiers et abris). Ces infrastructures touristiques sont interdites dans la zone I (zone cœur) mais sont présentes et peuvent être développées dans une certaine mesure dans la zone II. Pour l'essentiel, les infrastructures touristiques sont cependant localisées dans la zone V, qui correspond aux zones d'entrée de Tyresta, principalement située dans la réserve naturelle à part une petite partie au sud du parc, près de Stensjödal.

## Tourisme
Tyresta est l'un des parcs nationaux les plus visités de Suède avec un nombre de visiteurs estimé à environ 320 000 personnes par an. Le parc est relativement unique du fait de sa proximité avec la capitale Stockholm, étant considéré comme une sorte de parc urbain par les habitants. La ferme de Tyresta by et le centre d'information (naturum) sont aussi une destination pour de nombreuses écoles, avec environ 300 classes soit 10 000 élèves en 2011. Cependant, une proportion importante provient de plus loin, dont des étrangers, qui constituent par exemple 16 % des visiteurs du naturum. Les principaux attraits touristiques du site sont la nature, en particulier les forêts anciennes et la zone brûlée lors de l'incendie de 1999.
L'entrée principale du parc est Tyresta by, accessible par une route reliée à la route nationale 73, ainsi que par bus, connectés au réseau de trains de banlieue de Stockholm. Le village est un site touristique important de par son paysage culturel, et comprend aussi des informations et une auberge. C'est en particulier là que se trouve le principal centre d'information (naturum), qui a la particularité de présenter des informations non seulement sur Tyresta mais sur l'ensemble des parcs nationaux de Suède, d'où son nom Nationalparkernas hus (« La maison des parcs nationaux »). Le bâtiment a la forme d'une carte de Suède, l'entrée correspondant à la région de Stockholm. Le parc dispose aussi d'une entrée secondaire à Åva. Ces deux entrées permettent d'accéder aux 55 km de sentiers du parc. Il est possible de passer la nuit en tente dans le parc à proximité des quelques sites aménagés pour les feux de camp ; pour les plus grands groupes, il est possible de louer le bâtiment Mjölnarbostaden à Stensjödal.

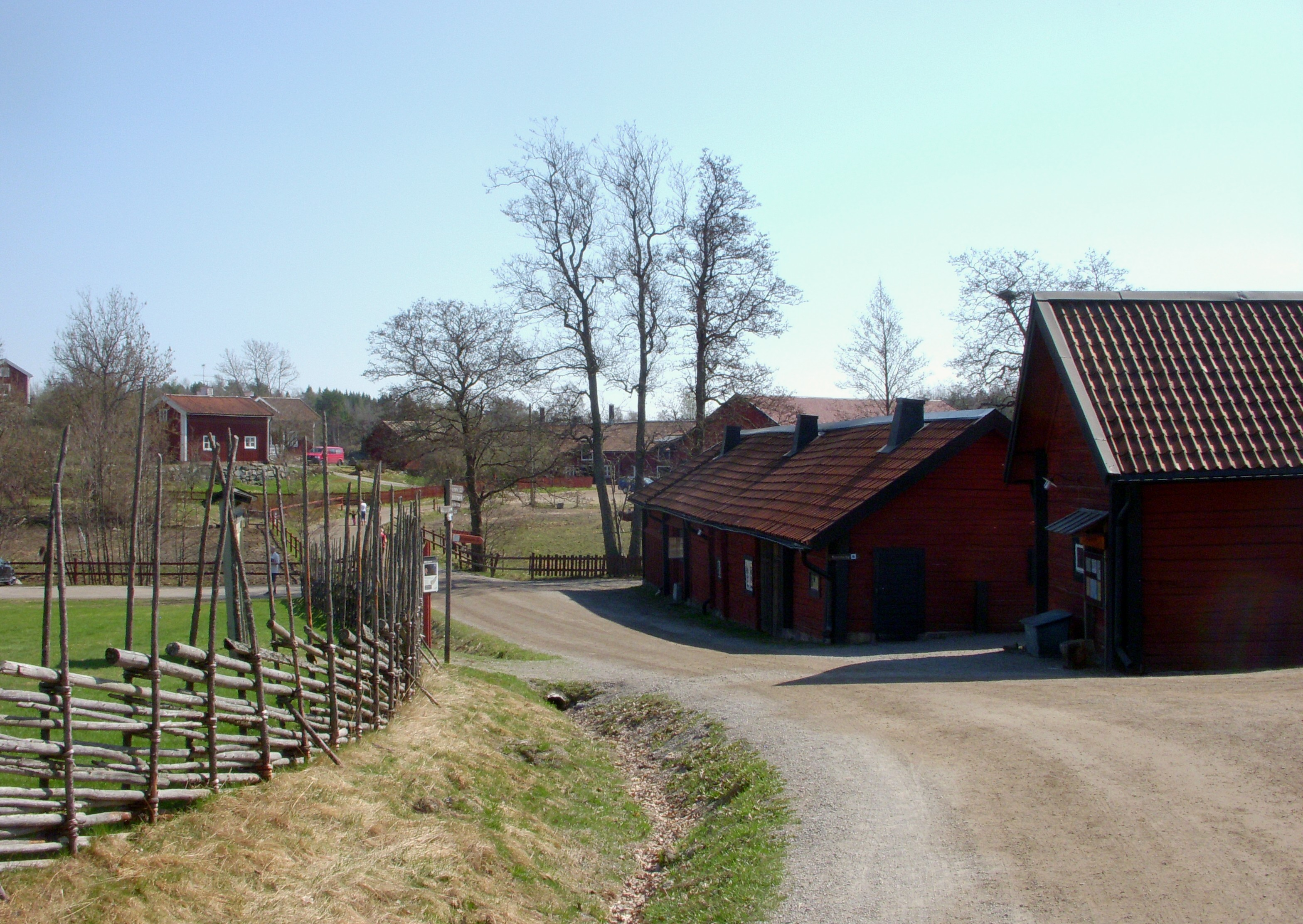
Le village de Tyresta by.
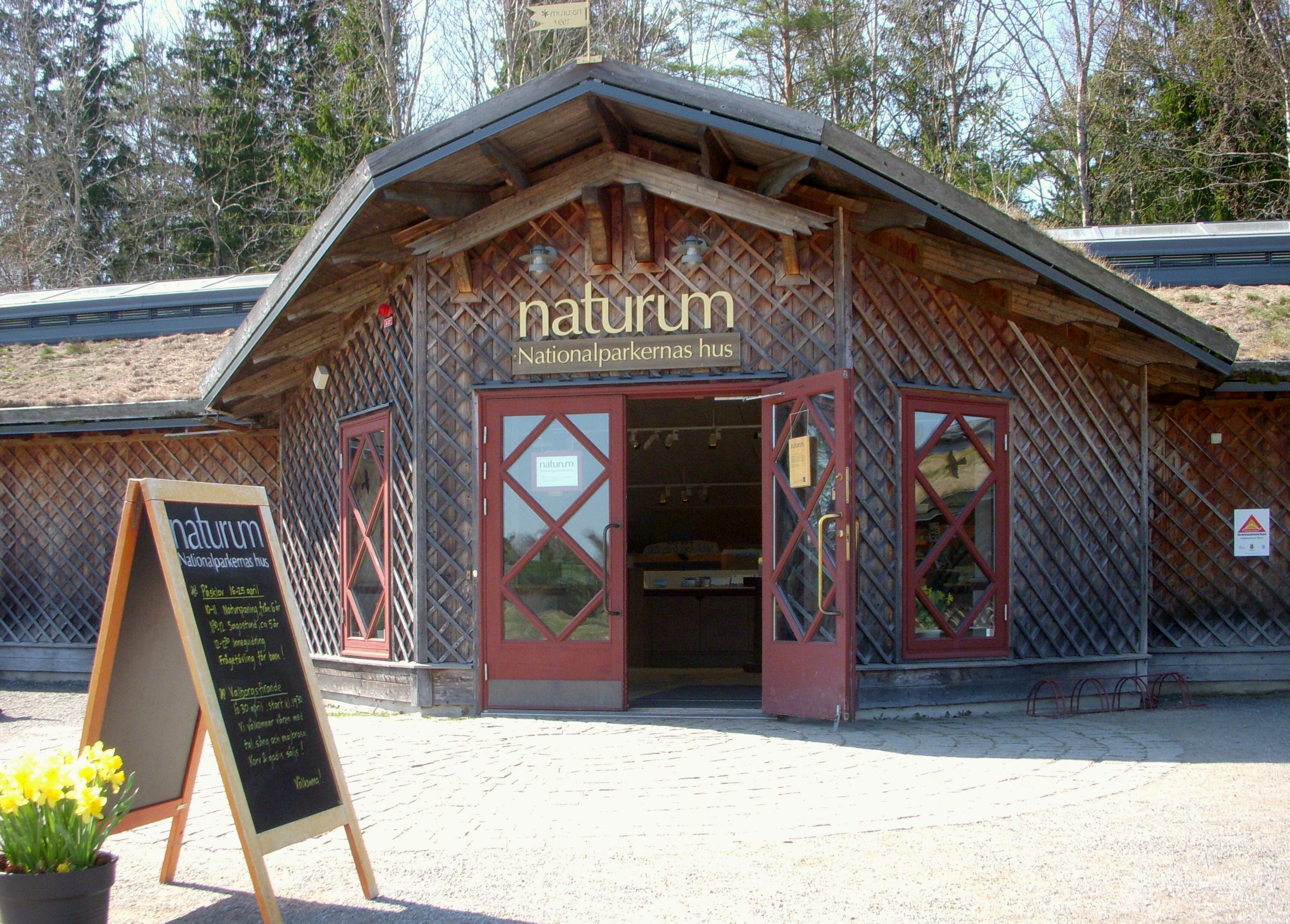
Le naturum de Tyresta.
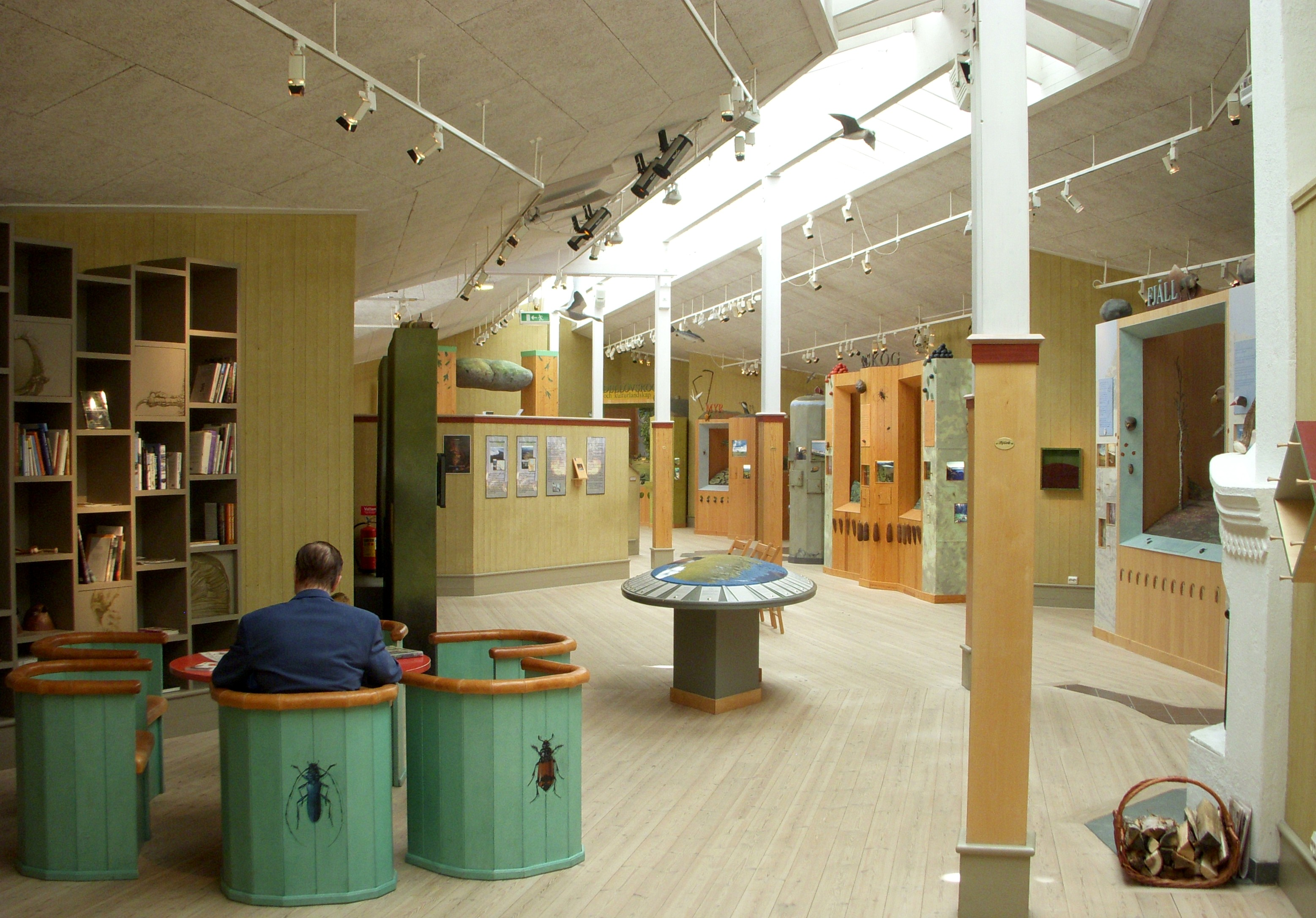
Intérieur du naturum.